# The Jigsaw Man
The Jigsaw Man (bra: O Xeque-Mate; prt: O Grande Espião) é um filme de espionagem britânico de 1983 estrelado por Michael Caine, Laurence Olivier e Robert Powell. Foi dirigido por Terence Young. O roteiro foi escrito por Jo Eisinger, baseado no romance The Jigsaw Man de Dorothea Bennett.
O filme foi inspirado na história de Kim Philby, um oficial da inteligência britânica que estava secretamente trabalhando para a KGB, então desertou para a União Soviética em 1963.

## Sinopse
Sir Philip Kimberly, o ex-chefe do Serviço Secreto Britânico que desertou para a Rússia, é dada uma cirurgia plástica e enviado de volta à Grã-Bretanha pela KGB para recuperar alguns documentos vitais. Com os documentos em mãos, em vez disso ele joga MI6 e a KGB uns contra os outros.

## Elenco
- Michael Caine - Philip Kimberley/Sergei Kuzminsky
- Laurence Olivier - Admiral Sir Gerald Scaith
- Susan George - Penelope Kimberley
- Robert Powell - Jamie Fraser
- Charles Gray - Sir James Chorley
- Vladek Sheybal - Gen. Zorin

## Produção
Diretor Terence Young escolheu Michael Caine para desempenhar o papel principal. O segundo papel principal foi para Laurence Olivier, reunindo, assim, os dois atores que tinham recebido anteriormente nomeações ao Oscar para os seus papéis na aclamada Sleuth em 1972.
The Jigsaw Man teve uma história conturbada filmagens. As filmagens começaram em 1982, mas o filme bateu problemas financeiros, e teria sido encerrado devido a dificuldades de caixa. Laurence Olivier, que estava doente e fora desde o final da década de 1970, entrou em colapso no set. Ele também aparentemente se afastou do cinema depois de receber nenhuma remuneração, com Caine fazendo o mesmo não muito tempo depois. Os atores retornaram quando $4 milhões foi garantido como finanças por Mahmud Sipra, um empresário internacional.
Originalmente Mike Hodges estava indo para dirigir The Jigsaw Man, que, se ele tivesse trabalho com Caine, teria sido o terceiro filme de Hodges e de Caim depois de seus clássicos cult Get Carter (1971) ePulp (1972).

## Lançamento
O filme recebeu uma classificação de 15 pelo BBFC em agosto de 1983 e foi lançado pela Thorn EMI.
The Jigsaw Man foi lançado em formato de DVD em 2002 por Prism Leisure com os bônus especiais limitando-se a opções de seleção de capítulo.